# Prambon (Prambon)
Prambon is een bestuurslaag in het regentschap Sidoarjo van de provincie Oost-Java, Indonesië. Prambon telt 3843 inwoners (volkstelling 2010).